# Сен-Сюльпис-де-Коньяк
Сен-Сюльпи́с-де-Конья́к (фр. Saint-Sulpice-de-Cognac) — коммуна во Франции, находится в регионе Пуату — Шаранта. Департамент — Шаранта. Входит в состав кантона Коньяк-Нор. Округ коммуны — Коньяк.
Код INSEE коммуны — 16355.
Коммуна расположена приблизительно в 410 км к юго-западу от Парижа, в 110 км юго-западнее Пуатье, в 45 км к западу от Ангулема.

## Население
Население коммуны на 2008 год составляло 1281 человек.
| 1962 | 1968 | 1975 | 1982 | 1990 | 1999 | 2008 |
| ---- | ---- | ---- | ---- | ---- | ---- | ---- |
| 1071 | 1004 | 1009 | 1119 | 1206 | 1199 | 1281 |

## Климат
Климат океанический. Ближайшая метеостанция находится в городе Коньяк.
| Показатель                        | Янв. | Фев. | Март | Апр. | Май  | Июнь | Июль | Авг. | Сен. | Окт. | Нояб. | Дек. | Год   |
| --------------------------------- | ---- | ---- | ---- | ---- | ---- | ---- | ---- | ---- | ---- | ---- | ----- | ---- | ----- |
| Средний суточный максимум, °C     | 8,7  | 10,5 | 13,1 | 15,9 | 19,5 | 23,1 | 26,1 | 25,4 | 23,1 | 18,5 | 12,4  | 9,2  | 17,7  |
| Средняя температура, °C           | 5,4  | 6,7  | 8,5  | 11,1 | 14,4 | 17,8 | 20,2 | 19,7 | 17,6 | 13,7 | 8,6   | 5,9  | 12,5  |
| Средний суточный минимум, °C      | 2,0  | 2,8  | 3,8  | 6,2  | 9,4  | 12,4 | 14,4 | 14,0 | 12,1 | 8,9  | 4,7   | 2,6  | 7,8   |
| Норма осадков, мм                 | 80,4 | 67,3 | 65,9 | 68,3 | 71,6 | 46,6 | 45,1 | 50,2 | 59,2 | 68,6 | 79,8  | 80,0 | 783,6 |
| Источник: Relevé météo des Cognac |      |      |      |      |      |      |      |      |      |      |       |      |       |

## Администрация
| Период | Период | Фамилия     | Партия | Примечания |
| ------ | ------ | ----------- | ------ | ---------- |
| 1995   | 2008   | Бернар Фише |        |            |
| 2008   | 2014   | Жак Ноден   |        |            |

## Экономика
Основу экономики составляют сельское хозяйство и виноградарство.
В 2007 году среди 804 человек в трудоспособном возрасте (15—64 лет) 573 были экономически активными, 231 — неактивными (показатель активности — 71,3 %, в 1999 году было 72,0 %). Из 573 активных работали 518 человек (288 мужчин и 230 женщин), безработных было 55 (23 мужчины и 32 женщины). Среди 231 неактивных 55 человек были учениками или студентами, 74 — пенсионерами, 102 были неактивными по другим причинам.

## Достопримечательности
- Пирамида на мосту Сен-Сюльпис через реку Антен[фр.] (XVIII век). Исторический памятник с 1965 года[3]

## Фотогалерея

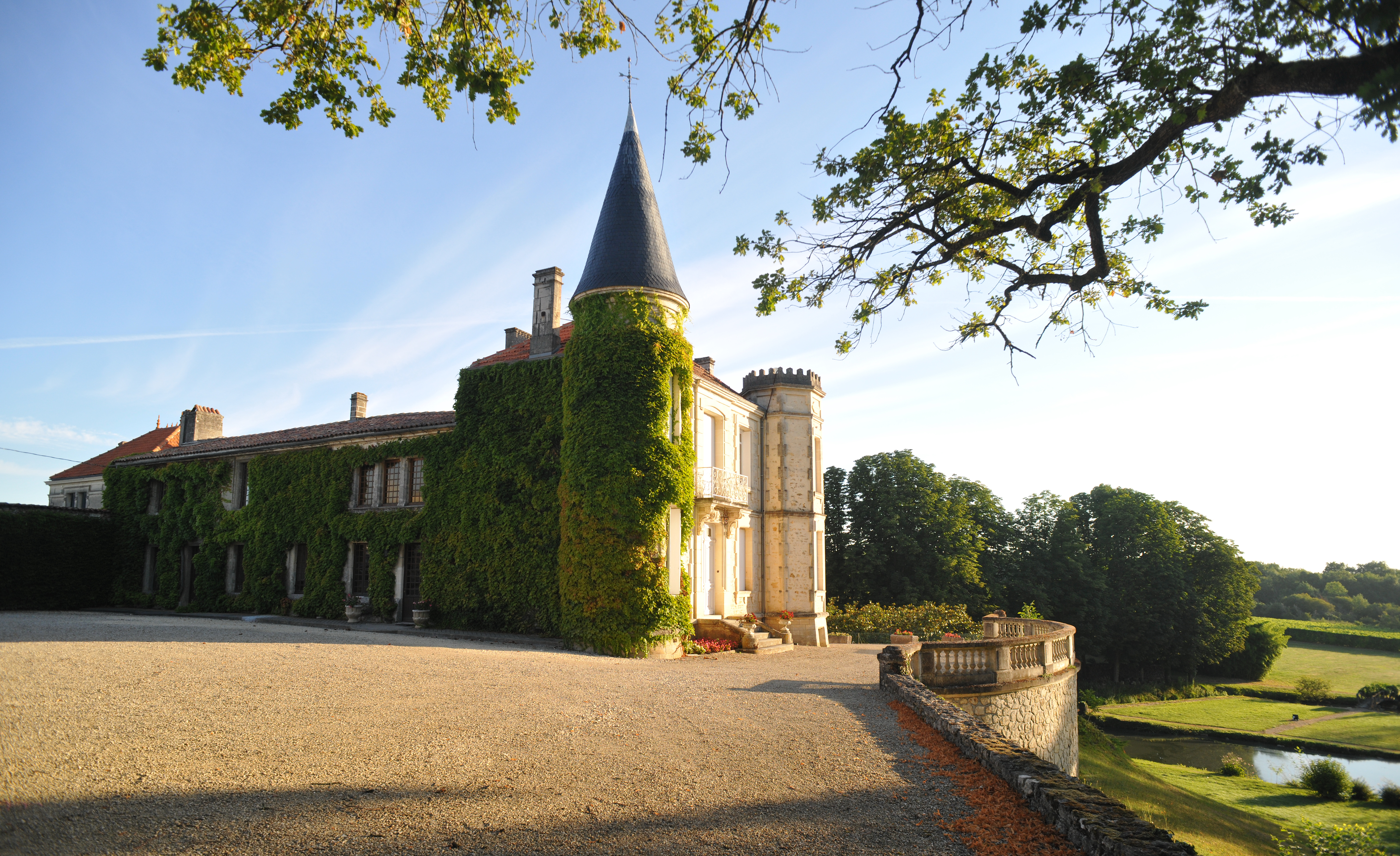
Замок Плесси
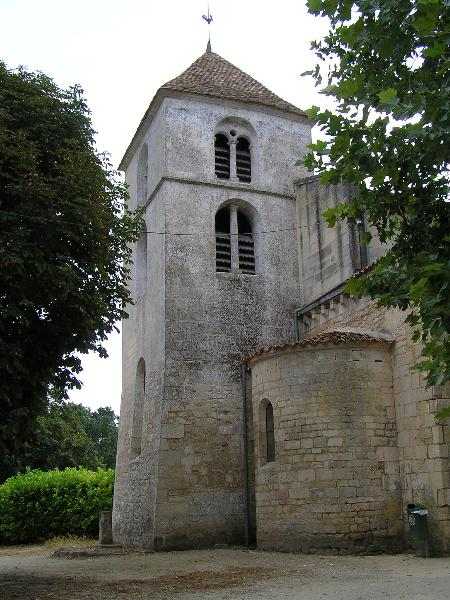
Церковь
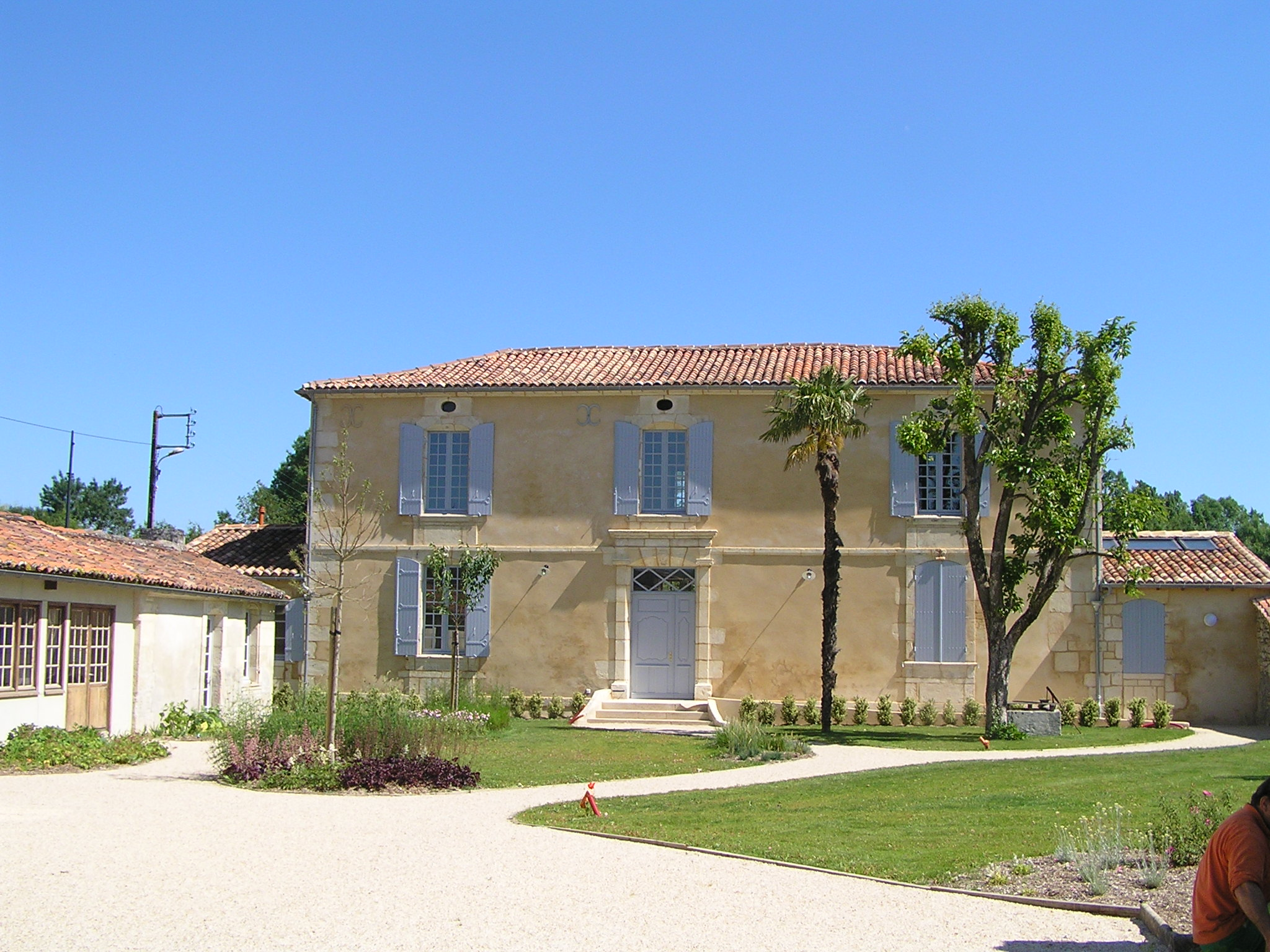
Мэрия
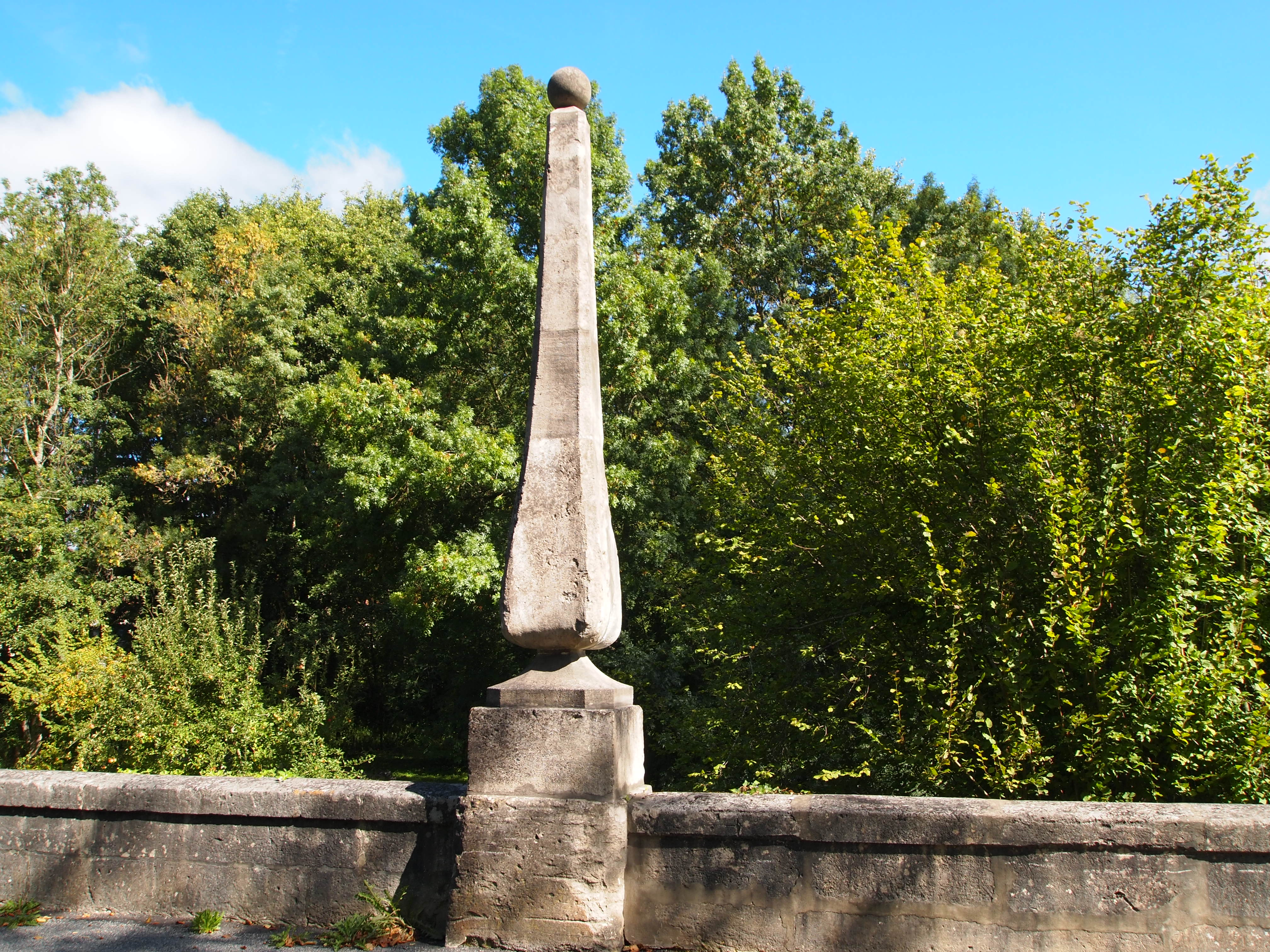
Пирамида на мосту Сен-Сюльпис через реку Антен[фр.]